# Bonby
Bonby est une paroisse civile et un village du Lincolnshire, en Angleterre.

## Histoire
Au XIIe siècle, Richard du Hommet donna la cure et la dîme de la paroisse de Bonby au monastère de Saint-Fromond qu'il avait fondé.